# 清和 (鹿児島市)
清和（せいわ）は、鹿児島県鹿児島市の町丁。郵便番号は891-0109。人口は7,882人、世帯数は3,146世帯（2020年4月1日現在）。清和一丁目から清和四丁目までが設置されており、清和一丁目から清和四丁目までの全域で住居表示を実施している。

## 地理
鹿児島市の南部、永田川下流域に位置しており、清和一丁目及び清和二丁目は武迫団地として開発された住宅地である。
町域の北方には自由ケ丘、希望ケ丘町、南方から東方にかけて東谷山、南方から西方にかけて上福元町、中山町がそれぞれ接している。町域の中央に鹿児島市立清和小学校が所在している。

### 河川
- 永田川

## 歴史
2001年（平成13年）に上福元町及び中山町のうち武迫団地付近の区域において住居表示が実施されることとなった。これに伴い、8月13日に町の区域の再編が実施され上福元町の一部より「清和一丁目」、中山町及び上福元町の一部より「清和二丁目」が設置された。
2017年（平成29年）2月6日には上福元町及び中山町の一部より「清和三丁目」、上福元町の一部より「清和四丁目」が設置された。

### 町域の変遷
| 実施後             | 実施年             | 実施前           |
| ------------------ | ------------------ | ---------------- |
| 清和一丁目（新設） | 2001年（平成13年） | 上福元町（一部） |
| 清和二丁目（新設） | 2001年（平成13年） | 中山町（一部）   |
| 清和二丁目（新設） | 2001年（平成13年） | 上福元町（一部） |
| 清和三丁目（新設） | 2017年（平成29年） | 中山町（一部）   |
| 清和三丁目（新設） | 2017年（平成29年） | 上福元町（一部） |
| 清和四丁目（新設） | 2017年（平成29年） | 上福元町（一部） |

## 人口

### 丁目別
|            | 世帯数 | 人口  |
| ---------- | ------ | ----- |
| 清和一丁目 | 734    | 1,668 |
| 清和二丁目 | 516    | 1,241 |
| 清和三丁目 | 1,260  | 3,374 |
| 清和四丁目 | 636    | 1,599 |

### 国勢調査
以下の表は国勢調査による小地域集計が開始された1995年以降の人口の推移である。
| 年                 | 人口  |
| ------------------ | ----- |
| 2005年（平成17年） | 3,112 |
| 2010年（平成22年） | 2,947 |
| 2015年（平成27年） | 2,851 |

## 施設

### 公共
- 武迫団地公民館
- 竹之迫公民館

### 教育
- 鹿児島市立清和小学校[16]
- 東谷山保育園[17]
- 竹之迫保育園[18]

### 宗教
- 谷山福音協会

## 小・中学校の学区
市立小・中学校に通う場合、学区（校区）は以下の通りとなる。
| 町丁       | 番・番地   | 小学校               | 中学校                 |
| ---------- | ---------- | -------------------- | ---------------------- |
| 清和一丁目 | 全域       | 鹿児島市立清和小学校 | 鹿児島市立東谷山中学校 |
| 清和二丁目 | 以下を除く | 鹿児島市立清和小学校 | 鹿児島市立東谷山中学校 |
| 清和二丁目 | 13、20-21  | 鹿児島市立中山小学校 | 鹿児島市立谷山北中学校 |
| 清和三丁目 | 全域       | 鹿児島市立清和小学校 | 鹿児島市立東谷山中学校 |
| 清和四丁目 | 全域       | 鹿児島市立清和小学校 | 鹿児島市立東谷山中学校 |